# 関西中央高等学校
関西中央高等学校（かんさいちゅうおうこうとうがっこう）は、奈良県桜井市にある学校法人冬木学園が経営する私立高等学校。略称は『関中』（かんちゅう）。
定員割れによる生徒数減少が続いたことから、2022年度春以降いったん募集停止となり、2024年4月から休校中である。

## 沿革
- 1964年（昭和39年）1月　学校法人冬木学園設立認可。同年4月　桜井女子高等学校開校。普通科・家庭科を設置。
- 1969年（昭和44年）4月　同高校に音楽科を設置。
- 1982年（昭和57年）4月　同高校に国際英語科を設置。
- 1999年（平成11年）4月　男女共学を一部導入。校名を現在のものに変更。
- 2003年（平成15年）4月　全コースで男女共学を導入。
- 2020年（令和2年）5月　野球部のグラウンドにスコアボードを設置。
- 2022年（令和4年）　生徒数減少のため募集停止[1]。
- 2024年4月より休校

出典

## 概要
- 校長：西川　隆彰
- アクセス：近鉄桜井駅から徒歩20分程度。

## 建学の理念
『徳をのばす』『知をみがく』『美をつくる』。

## 設置学科・コース
- 普通科
  - 特別進学コース
  - 進学コース